# 藏旱蒿
藏旱蒿（学名：Artemisia nortonii）是菊科蒿属的植物，是中国的特有植物。分布于中国大陆的西藏等地，生长于海拔4,200米的地区，一般生长在附近山坡上，目前尚未由人工引种栽培。